# Tasmarubrius pioneer
Tasmarubrius pioneer là một loài nhện trong họ Amphinectidae. Loài này phân bố ở Tasmanië.